# دوشیزه گرند اینترنشنال

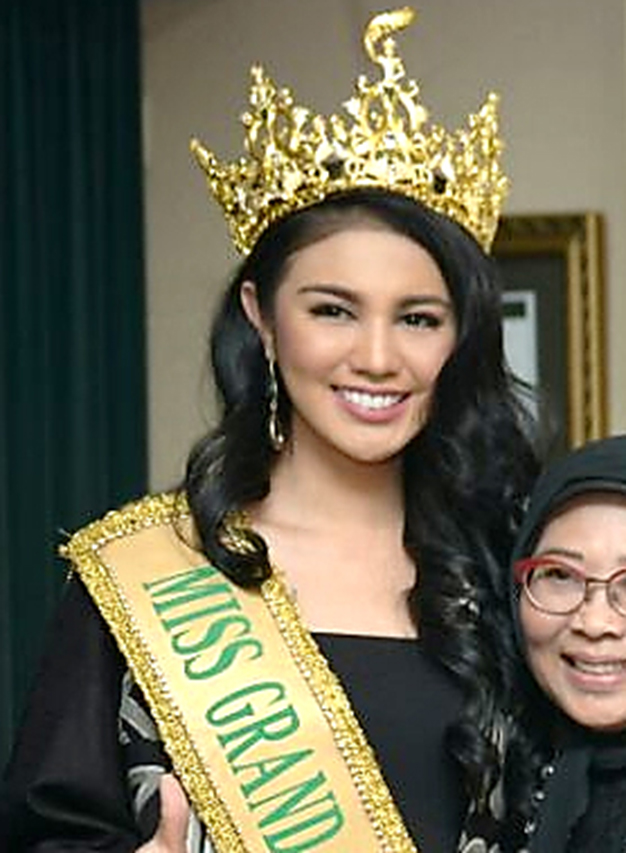
دوشیزه گرند اینترنشنال 2016آریسکا پوتری پرتوی Indonesia

دوشیزه گرند اینترنشنال (به انگلیسی: Miss Grand International) یک مسابقه بین‌المللی زیبایی است که هر سال توسط سازمانی به همین نام برگزار می‌شود. برنده دوشیزه گرند اینترنشنال علاوه بر دریافت تاج دوشیزه گرند اینترنشنال و جوایز نقدی می‌بایست به مدت یک سال از محل اقامت خود در بانکوک به کشورهای مختلف دنیا سفر کرده و برای سازمان دوشیزه گرند اینترنشنال فعالیت‌های خیریه انجام دهد.
این مسابقات در کنار ۴ رقابت مشابه دیگر؛ دوشیزه دنیا، دوشیزه جهان، دوشیزه بین‌الملل و دوشیزه زمین یکی از مهم‌ترین محسوب می‌شود
دوشیزه گرند اینترنشنال حال کریستین جولیان اوپیازا از فیلیپین است. بعد از اینکه راشل گوپتا از هند استعفا داد.

## برنده
| سال  | کشور            | دوشیزه گرند اینترنشنال        | کشور میزبان      | شرکت کنندگان |
| ---- | --------------- | ----------------------------- | ---------------- | ------------ |
| ۲۰۱۳ | پورتوریکو       | جانلی چاپارو                  | تایلند, بانکوک   | ۷۱           |
| ۲۰۱۴ | کوبا            | لی گارسیا                     | تایلند, بانکوک   | ۸۵           |
| ۲۰۱۵ | جمهوری دومینیکن | آنه گارسیا استعفا             | تایلند, بانکوک   | ۷۸           |
| ۲۰۱۵ | استرالیا        | کلر الیزابت پارکر جانشین      | تایلند, بانکوک   | ۷۸           |
| ۲۰۱۶ | اندونزی         | آریسکا پوتری پرتوی            | آمریکا، لاس وگاس | ۷۶           |
| ۲۰۱۷ | پرو             | ماریا خوزه لورا               | ویتنام, فو کوک   | ۷۷           |
| ۲۰۱۸ | پاراگوئه        | کلارا سوسا                    | میانمار, یانگون  | ۷۵           |
| ۲۰۱۹ | ونزوئلا         | والنتینا فیگوئرا              | ونزوئلا, کاراکاس | ۸۰           |
| ۲۰۲۰ | آمریکا          | آبنا آپیا                     | تایلند, بانکوک   | ۶۳           |
| ۲۰۲۱ | ویتنام          | نگوین توک توی تین             | تایلند, فوکت     | ۵۹           |
| ۲۰۲۲ | برزیل           | ایزابلا منین                  | اندونزی, بالی    | ۶۸           |
| ۲۰۲۳ | پرو             | لوسیانا فوستر                 | ویتنام, هوشی‌مین  | ۶۹           |
| ۲۰۲۴ | هند             | راشل گوپتا استعفا             | تایلند, بانکوک   | ۶۹           |
| ۲۰۲۴ | فیلیپین         | کریستین جولیان اوپیازا جانشین | تایلند, بانکوک   | ۶۹           |
| ۲۰۲۵ |                 |                               |                  |              |

## کشور بر اساس تعداد برد
| کشور            | عناوین | سال           |
| --------------- | ------ | ------------- |
| پرو             | ۲      | ۲۰۱۷, ۲۰۲۳    |
| فیلیپین         | ۱      | ۲۰۲۴ (جانشین) |
| هند             | ۱      | ۲۰۲۴ (استعفا) |
| برزیل           | ۱      | ۲۰۲۲          |
| ویتنام          | ۱      | ۲۰۲۱          |
| آمریکا          | ۱      | ۲۰۲۰          |
| ونزوئلا         | ۱      | ۲۰۱۹          |
| پاراگوئه        | ۱      | ۲۰۱۸          |
| اندونزی         | ۱      | ۲۰۱۶          |
| استرالیا        | ۱      | ۲۰۱۵ (جانشین) |
| جمهوری دومینیکن | ۱      | ۲۰۱۵ (استعفا) |
| کوبا            | ۱      | ۲۰۱۴          |
| پورتوریکو       | ۱      | ۲۰۱۳          |

## نمایندگی ایران
| سال  | دوشیزه گرندایران     | سن                   | قد                   | شهر                  | نتیجه                | جوایز ویژه           |
| ---- | -------------------- | -------------------- | -------------------- | -------------------- | -------------------- | -------------------- |
| ۲۰۱۳ | هیچ شرکت‌کننده ایرانی | هیچ شرکت‌کننده ایرانی | هیچ شرکت‌کننده ایرانی | هیچ شرکت‌کننده ایرانی | هیچ شرکت‌کننده ایرانی | هیچ شرکت‌کننده ایرانی |
| ۲۰۱۴ | بهاره حیدری ناصرآباد | ۲۴                   | ۱۶۵ سانتی‌متر         | قزوین                | —                    | —                    |
| ۲۰۱۵ | شادی عثمانی          | ۲۶                   | ۱۷۳ سانتی‌متر         | سنندج                | —                    | —                    |
| ۲۰۱۶ | عاطفه اسکندری        | ۲۶                   |                      | اهواز                | رقابت نکرد           | رقابت نکرد           |
| ۲۰۱۷ | سونیا بیطوشی         | ۲۷                   |                      | مهاباد               | رقابت نکرد           | رقابت نکرد           |
| ۲۰۱۸ | ستاره طباطبایی       | ۲۴                   |                      | تهران                | رقابت نکرد           |                      |
| ۲۰۱۹ | شیرین حیدری          | ۲۷                   |                      | تهران                | رقابت نکرد           | رقابت نکرد           |
| ۲۰۲۰ | آیدا میراحمدی        | ۱۸                   | ۱۶۷ سانتی‌متر         | سقز                  | —                    | —                    |
| ۲۰۲۱ | هیچ شرکت‌کننده ایرانی | هیچ شرکت‌کننده ایرانی | هیچ شرکت‌کننده ایرانی | هیچ شرکت‌کننده ایرانی | هیچ شرکت‌کننده ایرانی | هیچ شرکت‌کننده ایرانی |
| ۲۰۲۲ | هیچ شرکت‌کننده ایرانی | هیچ شرکت‌کننده ایرانی | هیچ شرکت‌کننده ایرانی | هیچ شرکت‌کننده ایرانی | هیچ شرکت‌کننده ایرانی | هیچ شرکت‌کننده ایرانی |
| ۲۰۲۳ | هیچ شرکت‌کننده ایرانی | هیچ شرکت‌کننده ایرانی | هیچ شرکت‌کننده ایرانی | هیچ شرکت‌کننده ایرانی | هیچ شرکت‌کننده ایرانی | هیچ شرکت‌کننده ایرانی |
| ۲۰۲۴ | هیچ شرکت‌کننده ایرانی | هیچ شرکت‌کننده ایرانی | هیچ شرکت‌کننده ایرانی | هیچ شرکت‌کننده ایرانی | هیچ شرکت‌کننده ایرانی | هیچ شرکت‌کننده ایرانی |

## نگارخانه

### دوشیزه گرند اینترنشنال
- دوشیزه گرند اینترنشنال 2016آریسکا پوتری پرتوی
 اندونزی

### دیگران

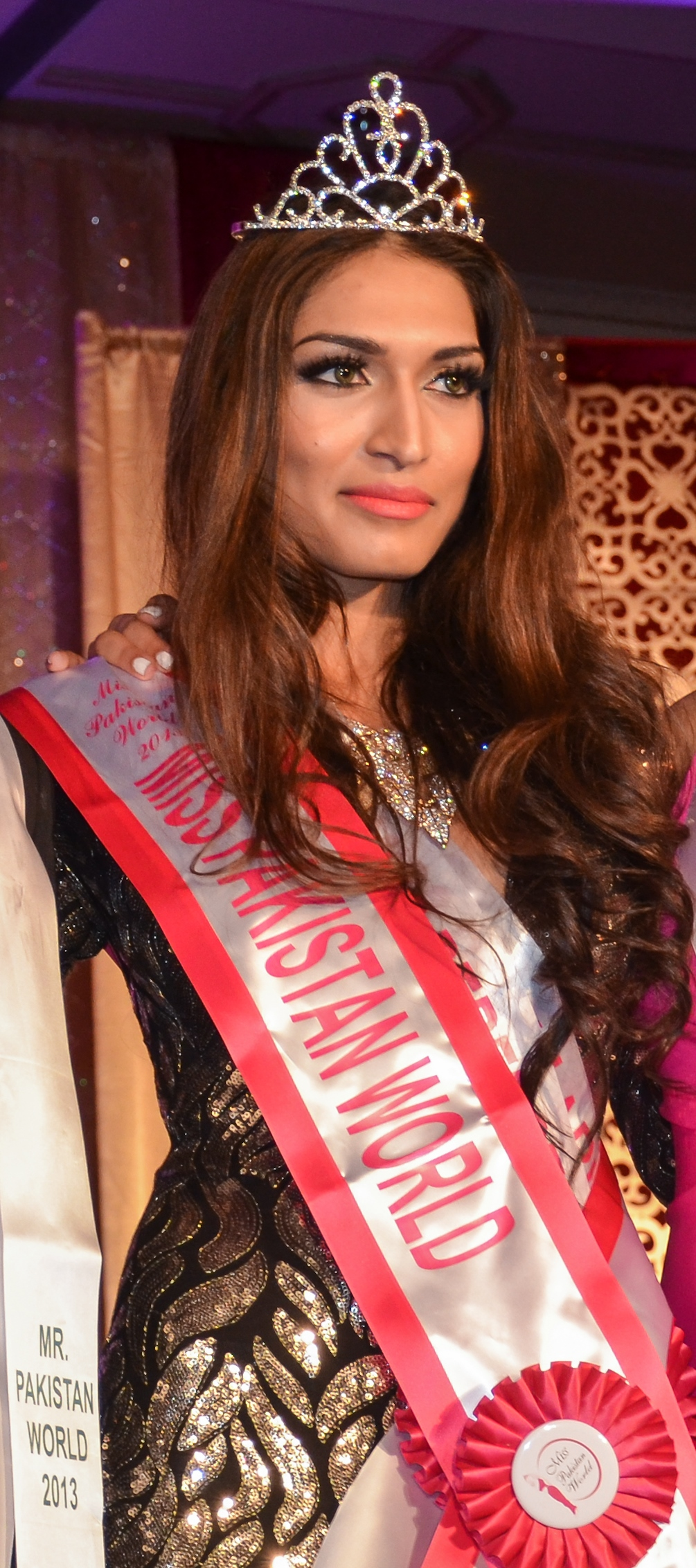
دوشیزه گرند پاکستان ۲۰۱۳ شنژن زندگی
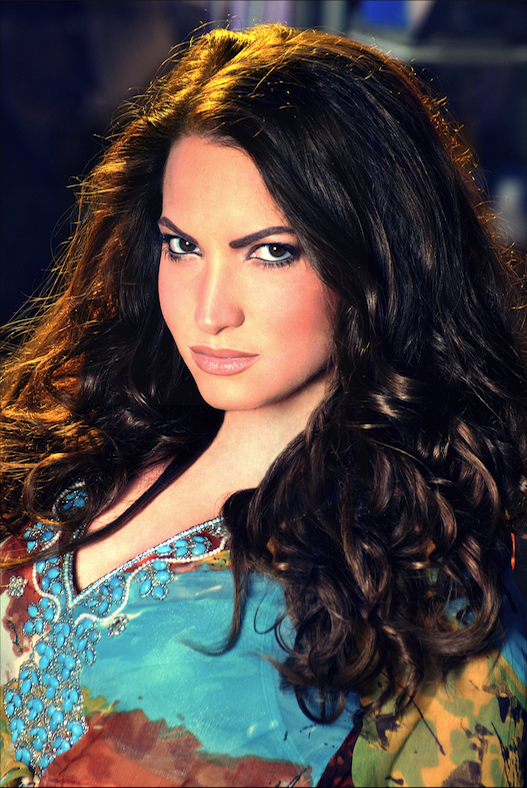
دوشیزه گرند اسرائیل ۲۰۱۳
یائل مارکوویچ